# Marietta di Monaco
Marietta di Monaco (Munich, 10 mars 1893 - 19 janvier 1981) est une meneuse de cabaret, poétesse, chansonnière, danseuse et muse allemande. Elle fut également modèle pour les peintres[Qui ?].